# Kasteel Hemmen

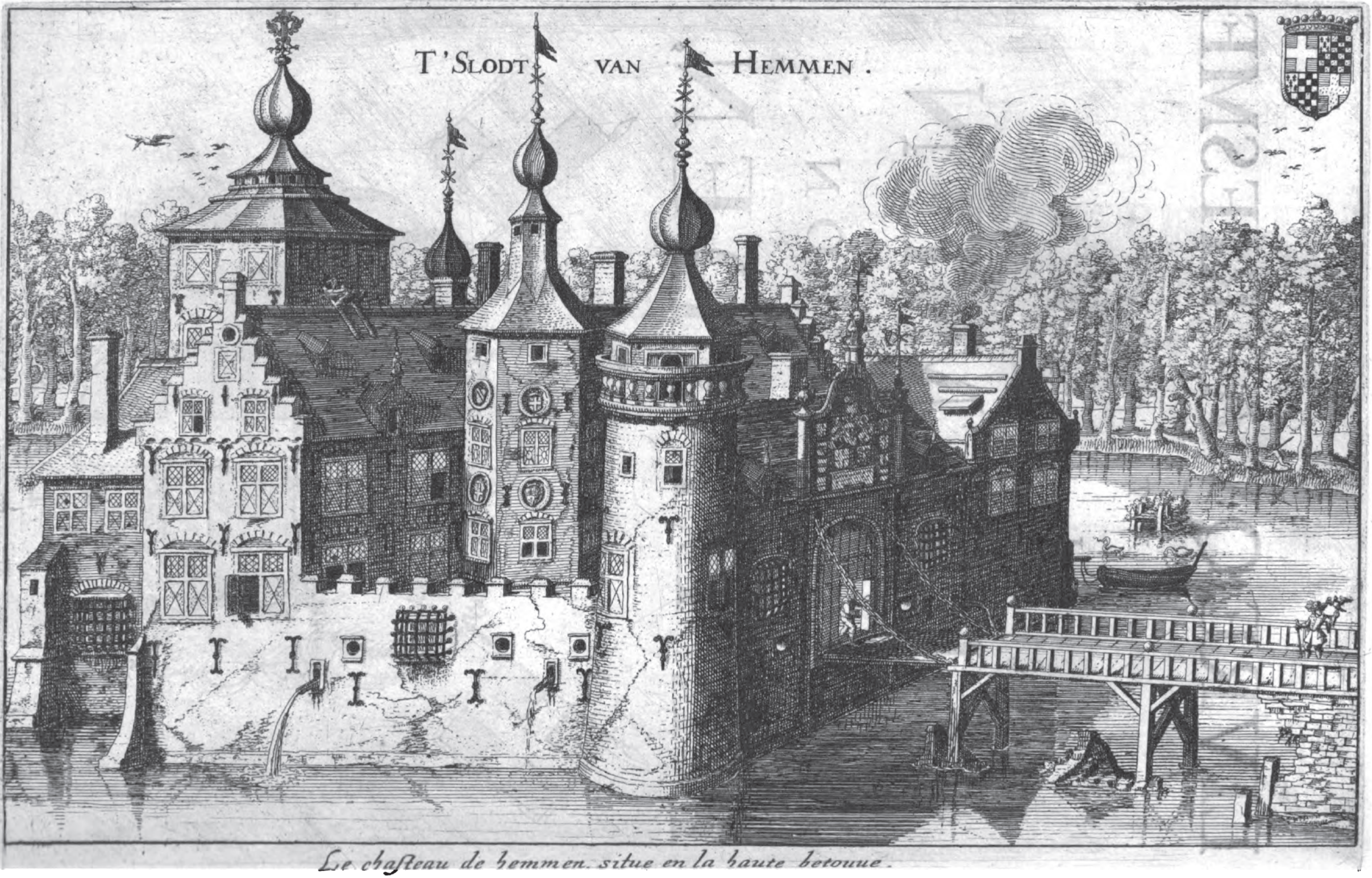
Kasteel Hemmen in een boek uit 1626

Kasteel Hemmen of Huis Hemmen is een voormalig Nederlands kasteel, gelegen ten westen van het dorp Hemmen aan het riviertje de Linge, in de gemeente Overbetuwe, provincie Gelderland.

## Geschiedenis

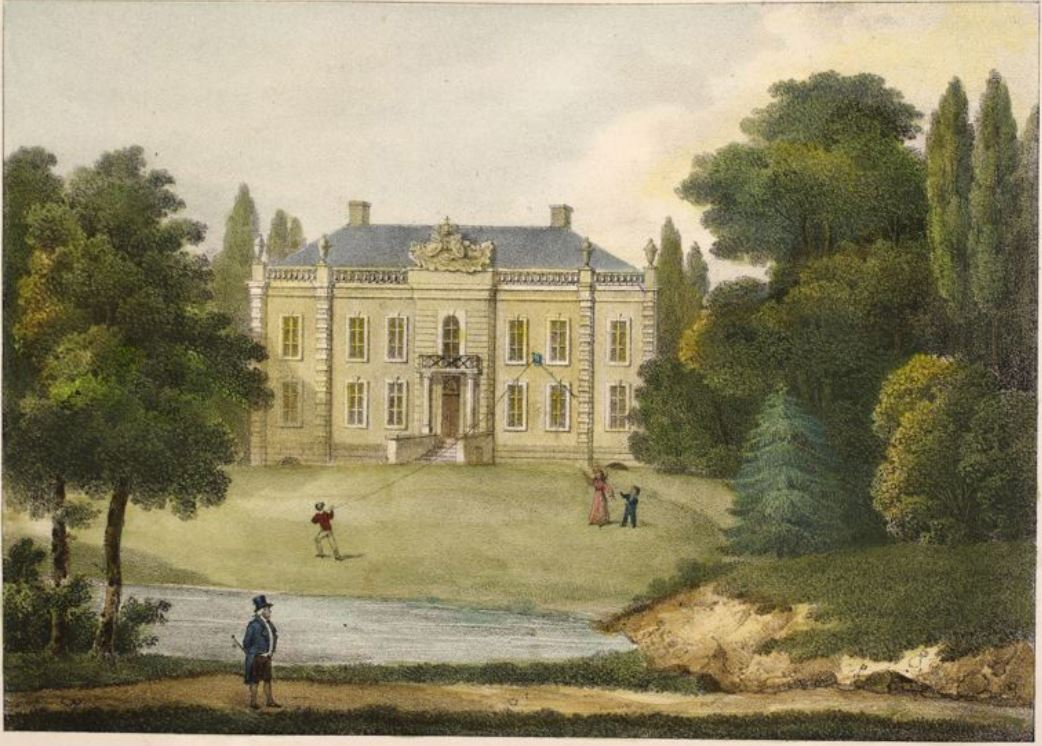
Het kasteel in 1830

De geschiedenis van het kasteel van Hemmen gaat terug naar de 14e eeuw. De eerste vermelding van het kasteel dateert uit 1361, vermeld als leen van het Heilige Roomse Rijk aan ridder Borre van Doornick. Via een huwelijk van diens dochter Elisabeth ging het over naar haar echtgenoot: Steven van Lynden, vanaf 1375 heer van Hemmen, waarna het tot 1931 in het geslacht Van Lynden bleef. Hij behoorde tot een van de aanzienlijkste en oudste adellijke geslachten van Nederland. Er is geen enkele zekerheid over de vraag hoe het middeleeuwse kasteel eruit heeft gezien. De beschikbare tekeningen van het slot moeten kritisch worden bekeken. Aannemelijk is dat er sprake was van diverse torens, aanbouwen, vleugels en een binnenplein.
In 1757 werd op de oude fundamenten van het toenmalige kasteel een statig landhuis gebouwd, mogelijk als gevolg van schade door een watersnoodramp. Vanaf de jaren 30 van de 20e eeuw valt het beheer onder de Stichting het Lijndensche Fonds voor Kerk en Zending, erfgename van de laatste heer van Hemmen, Frans Godard baron van Lynden van Hemmen (1836-1931) die kinderloos was overleden.
Het landhuis werd in januari 1945 volledig verwoest door een Brits-Canadese strijdmacht, die het kasteel onder andere beschoot met mortiergranaten met fosfor en Sherman- en Firefly-tanks. In het statige gebouw hield zich een groep Fallschirmjäger/ parachutisten schuil. Hemmen was van eind september 1944 tot aan de bevrijding frontgebied.

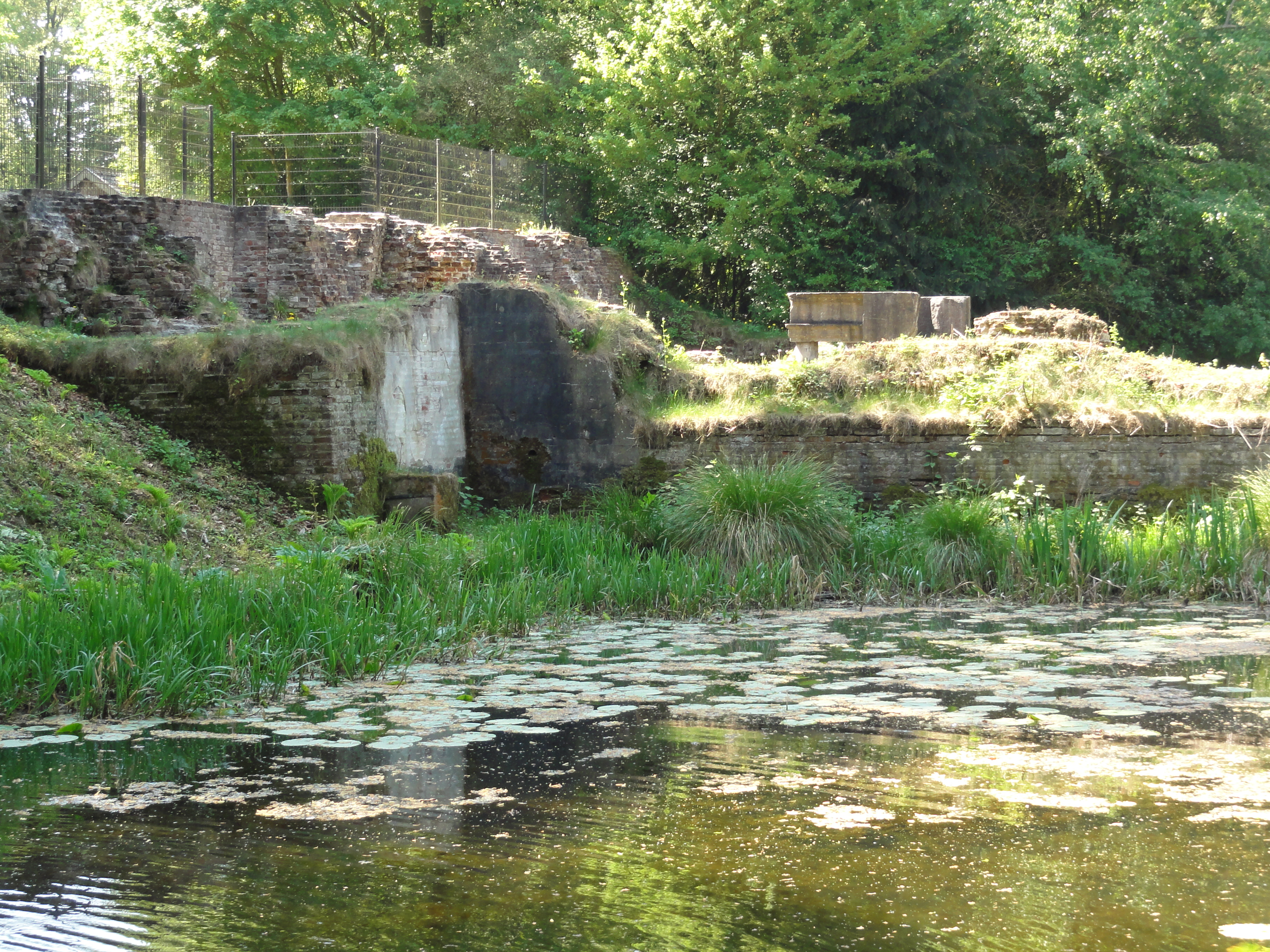
De kasteelruïne

Hoewel de geschiedenis van het kasteel van Hemmen teruggaat naar de late Middeleeuwen, is in de omgeving al veel langer sprake geweest van bewoning, zoals blijkt uit de vondst van archeologische objecten uit de Late IJzertijd en de Romeinse tijd. Dominee O.G. Heldring deed in de 19e eeuw vele oudheidkundige vondsten in Hemmen en omgeving, een deel van deze objecten is tegenwoordig ondergebracht bij het Rijksmuseum van Oudheden te Leiden. Een van de oudste bronzen voorwerpen die in het verleden in Hemmen werd gevonden, is een zogenaamde vleugelbijl uit de Bronstijd. Een andere bijzonder voorwerp dat in Hemmen werd gevonden, is een Terra sigillata kommetje van Romeins luxe aardewerk. In de Romeinse tijd waren er diverse Bataafse nederzettingen in Hemmen. De Bataven hadden hun eigen offerrituelen, zoals blijkt uit de vondst van het voetstuk van een bronzen beeldje in de Linge.
Na de Tweede Wereldoorlog werden het kasteelpark en tuinmuren opgebouwd. De kasteelruïne is in de jaren 90 van de 20e eeuw geconsolideerd. Alle bomen en opslag zijn toen verwijderd. De kasteeltuin van Hemmen is in die tijd door een groep vrijwilligers in oude glorie hersteld. Het terrein en een 18e-eeuwse hek zijn aangemerkt als beschermde rijksmonumenten.